# 原子力戦争
『原子力戦争』（げんしりょくせんそう）は、黒木和雄監督、原田芳雄主演の日本映画。1978年2月25日公開。文化企画プロモーション＝日本アート・シアター・ギルド（ATG）提携作品。DVD版はサブタイトルにLost Loveが付くが、劇場公開版のタイトルには付いていない。

## 概要
岩波映画出身の黒木和雄が岩波時代の友人でもある田原総一朗のドキュメント・ノベル『原子力戦争』を読み、映画化を企画。しかし、原作は原子力開発をめぐる闇を現地取材と膨大な資料（田原による「あとがき」には40冊以上の本が参考書籍として列挙されている）を駆使して描いたルポルタージュに近い内容で、映画としては面白くないという理由で企画は難航したという。結局、ストーリーや人物設定などはオリジナルと言ってもいいくらいに改変して辛うじて企画が通ったことを黒木和雄が明かしている。また黒木によれば製作費の半額を負担したのは主演の原田芳雄の友人が経営する広告代理店だという。
撮影は東京電力の福島第一原発や第二原発の近くでも行われたが、その内容のためロケは物々しい雰囲気の中で行われた。黒木が記すところによれば「映画の内容を知っていた原発側は私たちの出入りを一切禁止しました。東電の監視者がクランクインの日から現場近くに張り付き、撮影の様子を仔細に某所に報告している様子もあって、いささか緊張したはりつめた日々のロケでした」。映画には、主演の原田芳雄が第一原発の正面ゲートから無許可で敷地内に入ろうとして門衛に止められるというシーンが挿入されており、岩波映画で黒木和雄の後輩に当たる大津幸四郎は「劇映画だけど、あそこだけドキュメント」と語っている。また大津は脚本作りにも協力したとかで「脚本の原型を読んで、カフカの『城』だね、と意見を言いました。原発とその事故の謎の周囲をまわるけど、最後まで中に入れない」とこの映画の本質を言い表している。
ビデオ化されたことはあるものの、その後廃盤になり、テレビ放送されることもなかったが、2011年9月、日本映画専門チャンネルの「俳優原田芳雄自選傑作選」の一編として放映された。また2011年12月7日にはキングレコードからDVDも発売されている。
なお、川本三郎は本作が日本映画専門チャンネルで放映された際、当時、連載していたテレビ番組の紹介雑誌で本作を取り上げたところ、「刺激が強すぎるので掲載出来ません」と掲載を拒否されたことを明かしている。これに対し川本は「抗議の意思表示として連載は辞めにした」という。

## スタッフ
- 監督：黒木和雄
- 製作：西山哲太郎、友田二郎
- 原作：田原総一朗
- 脚本：鴨井達比古
- 撮影：根岸栄
- 美術：丸山裕司
- 音楽：松村禎三

## キャスト
- 坂田正首：原田芳雄
- 青葉翼：風吹ジュン
- 野上：佐藤慶
- 山崎明日香：山口小夜子
- 神山教授：岡田英次
- 青葉繁：浜村純
- 青葉守：石山雄大
- 青葉望：能登智子
- 宮内（新聞社支局長）：戸浦六宏
- 小林：和田周
- 柴田：草薙幸二郎
- 西村：西山嘉孝
- 三郎：鮎川賢
- 高木：早野寿郎
- 田丸：糸賀靖雄
- 夢子：磯村みどり
- やくざ：阿藤海、海原俊介
- 船具屋：酒井三郎
- 漁師：榎木兵衛
- 警官：湯沢勉

## ストーリー
舞台は原発利権で潤う福島県のとある漁港。ある日、漁港近くの大浜海岸に心中死体が上った。男は福島第一原発で働く技術者、女は漁港の有力者の娘で、東京の大学に行っているはずだった。ほどなく東京から1人の男（坂田）がやって来る。母の三回忌のため実家に帰ったきり半月経っても戻ってこない女を探しにやって来たという。実は男は女のヒモで、大学に行っているはずの女は男の手管で風俗業で働かされていた。その女が何の関係もないはずの福島第一原発で働く技術者と心中していた――。時を同じくして福島第一原発では原子炉の運転が停止し、斯界の権威とされる原子力研究所の教授（神山）が検査のために訪れていた。心中事件の背後には何らかの謀略が隠されていると睨んだ大手新聞社の所員2人だけしかいないちっぽけな出張所の所長（野上）は坂田を焚きつけてその真相解明に挑む……。

## 原作
元々は筑摩書房の総合雑誌『展望』1976年1月号から4回に渡って連載されたもので（連載時のタイトルは「『原子力』戦争」）、加筆修正の上、1976年7月、筑摩書房より刊行。本作の原作とはされるものの、映画とはストーリーも人物設定も異なっており、テレビドキュメンタリーのディレクター・大槻俊郎が原子力開発をめぐる闇と格闘するドキュメント・ノベルの体裁を取っている（初版本の帯には「ドキュメンタリー・チャレンジ」とも記されていた）。書籍化に当たり田原による美浜原子力発電所に対する追加取材が加えられており、こちらは完全なノンフィクション。
田原は本書のドキュメント・ノベルというスタイルについて筑摩書房版の「あとがき」で「原子力船「むつ」の漂流事件がきっかけで、何とも感触のない「原子力」なるものの臍を掴みたいと思って歩きはじめたのが、一年以上の試行錯誤の末、こんな（原文傍点）かたちになったのです」と述べている。また刊行から35年後の2011年、ちくま文庫で再刊された際は「推進派も反対派も出来る限り取材した。当時私のような取材をしたルポタージュや本は少なかった」と振り返っている。

## 注・出典
1. ↑  田原総一朗『原子力戦争』筑摩書房〈ちくま文庫〉、2011年6月。ISBN 9784480428462。
2. ↑  “日本のドキュメンタリー作家インタビュー No. 16 黒木和雄”.   山形国際ドキュメンタリー映画祭. 2022年1月25日閲覧。
3. ↑  佐藤忠男『黒木和雄とその時代』現代書館、2006年8月、151頁。
4. ↑  原田芳雄が福島原発でアポ無し撮影『原子力戦争』YouTube（2016年6月17日確認）
5. 1 2  大津幸四郎『撮影術：映画キャメラマン大津幸四郎の全仕事』以文社、2013年7月、190頁。
6. ↑  “Best Of YOSHIO HARADA ～俳優 原田芳雄 自薦傑作選～”.   日本映画専門チャンネル. 2022年1月25日閲覧。
7. ↑  原子力戦争 Lost Love KING RECORDS OFFICIAL SITE
8. ↑  川本三郎「映画を見ればわかること 福島県いわき市への旅のこと、黒木和雄監督「原子力戦争」のことなど」」『キネマ旬報』第1593巻、2011年9月、68-69頁。